# Eiserne Front

Symbol der Eisernen Front

Die Eiserne Front war ein 1931 gegründeter Zusammenschluss des Reichsbanners Schwarz-Rot-Gold, des Allgemeinen Deutschen Gewerkschaftsbundes (ADGB), des Allgemeinen freien Angestelltenbundes (Afa-Bund), der SPD und des Arbeiter-Turn- und Sportbundes (ATSB). Die Eiserne Front verstand sich als Bündnis und nicht als Mitgliederorganisation. Das Ziel der Eisernen Front war die „Erhaltung und Erfüllung“ der Verfassung der Weimarer Republik und die Abwehr radikaler republikfeindlicher Bestrebungen, insbesondere durch die Nationalsozialisten. Zu ihren politischen Gegnern gehörten auch im Stahlhelm, Bund der Frontsoldaten organisierte Monarchisten sowie die Kommunistische Partei Deutschlands (KPD). Der KPD-Vorsitzende Ernst Thälmann nannte die Eiserne Front eine „Terrororganisation des Sozialfaschismus“.

## Geschichte

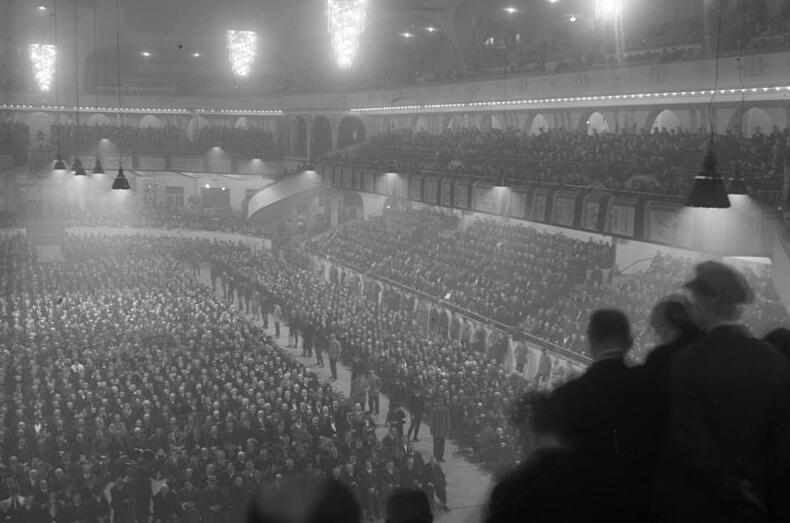
Kundgebung der Eisernen Front im Berliner Sportpalast im Januar 1932

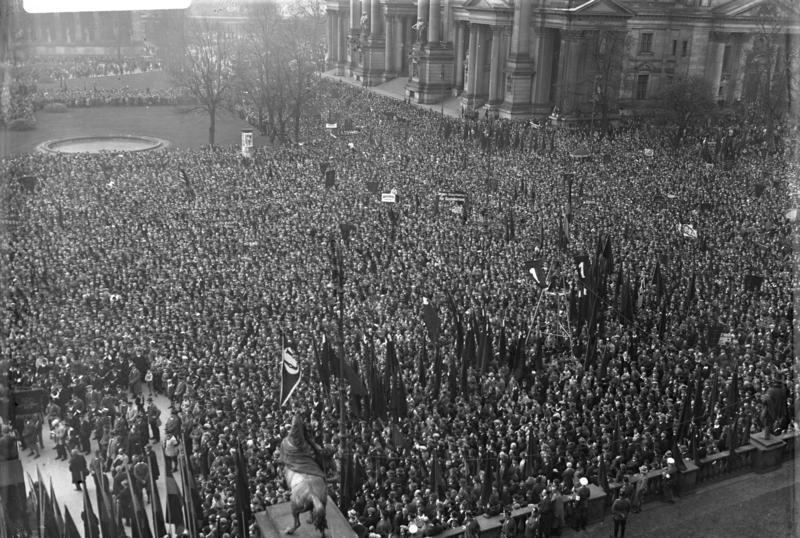
Wahlkundgebung der Eisernen Front zur Preußenwahl im Berliner Lustgarten (April 1932)

Die Eiserne Front wurde am 16. Dezember 1931 auf Initiative des Reichsbanners gegründet, um dem Zusammenschluss der antidemokratischen Harzburger Front ein Gegengewicht gegenüberstellen zu können. Die politische Führung des Abwehrbündnisses lag beim Parteivorsitzenden der SPD Otto Wels, die technische Leitung beim Reichsbanner-Vorsitzenden Karl Höltermann. Höltermann erklärte in seinem Aufruf zur Gründung der Eisernen Front:

„Das Jahr 1932 wird unser Jahr sein, das Jahr des endlichen Sieges der Republik über ihre Gegner. Nicht einen Tag, nicht eine Stunde mehr wollen wir in der Defensive bleiben – wir greifen an! Angriff auf der ganzen Linie! Unser Aufmarsch schon muss Teil der allgemeinen Offensive sein. Heute rufen wir – morgen schlagen wir!“

Diese eindeutige Kampfansage bewirkte einen vorübergehenden Motivationsschub bei den Anhängern der Republik, der nach der kampflosen Hinnahme des Preußenschlags am 20. Juli 1932 aber in Resignation umschlug. Als am 2. Februar 1933 die KPD die Angehörigen aller Organisationen und Parteien der Arbeiterbewegung, nicht aber ihre jeweiligen „sozialfaschistischen“ Führungen, zu einem Generalstreik gegen die ins Amt gesetzte Regierung Hitler aufrief, lehnte die Eiserne Front den Aufruf ab und veröffentlichte stattdessen eine „Warnung vor wilden Aktionen“ an alle Kameraden des Reichsbanners und der Eisernen Front. Dies war Teil des „Anpassungskurses“ der Verbände des Allgemeinen Deutschen Gewerkschaftsbundes (ADGB) im Frühjahr 1933. Die Ablehnung eines Generalstreiks resultierte aus der Furcht vor einer Niederlage in einer gewaltsamen Auseinandersetzung mit Reichswehr und SA sowie aus der hohen Arbeitslosenquote infolge der Weltwirtschaftskrise. Aus neueren Forschungen geht hervor, dass es 1932/33 innerhalb der Eisernen Front erhebliche Konflikte zu strategischen und inhaltlichen Fragen zwischen der SPD, dem Reichsbanner und den Gewerkschaften gab.
Symbol der Vereinigung waren drei Pfeile. Entwickelt wurden sie von Sergej Tschachotin, der damit Aktivität, Disziplin und Einigkeit symbolisieren wollte. Die Anhänger der Eisernen Front benutzten das Symbol, um damit Hakenkreuze zu übermalen. Da Graffiti illegal waren, sprach sich die SPD-Führung gegen diese Praxis aus.
Die Eiserne Front hörte mit der Unterdrückung der Arbeiterbewegung und der Zerschlagung der Gewerkschaften am 2. Mai 1933 auf zu bestehen. Strukturen der Gewerkschaften, der SPD, des Reichsbanners und der Sportverbände leisteten jedoch in der Illegalität weiterhin erheblichen Widerstand gegen den Nationalsozialismus, überwiegend bis Mitte der 1930er Jahre, einige auch bis in die Kriegszeit hinein.
Auch in Österreich waren die drei Pfeile das herausragende Zeichen der Anti-Hitler-Front und überlebten als Symbol den Austrofaschismus und die NS-Diktatur. Nach 1945 fand dort das Zeichen erneut eine weite Verbreitung.

Plakate der SPD zu Reichstagswahlen 1932
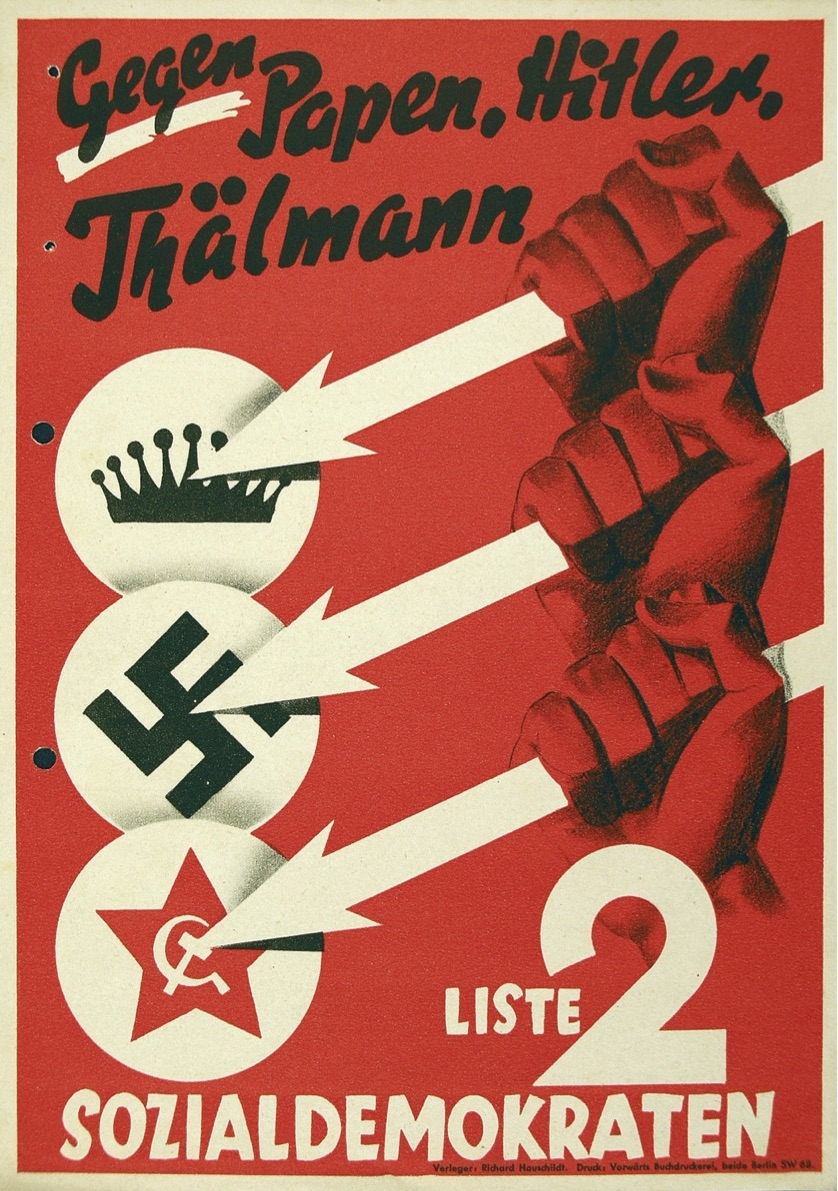
Drei Pfeile, SPD-Plakat 1932: Gegen Papen, Hitler, Thälmann

## Tonaufzeichnung

Schallplatte der Eisernen Front

Der Marsch der Eisernen Front wurde auf einer Schellackplatte der Marke Freiheitsplatte um 1932 von Mitgliedern des Berliner Schubert Chores, begleitet von einem Blasorchester, aufgenommen. Das Etikett in Rot-Gold trug das Drei-Pfeile-Logo.

## In der Popkultur
Die amerikanische Hardcore-Punk-Band Strike Anywhere verwendet die drei Pfeile der Eisernen Front als Bandlogo, wenngleich sie – versehentlich – in die falsche Richtung zeigen. Ihr viertes Studioalbum ist ferner mit Iron Front an das historische Vorbild angelehnt betitelt.